# Списак деиста
Ово је непотпун списак људи који су категорисани као деисти. Деизам је веровање у Бога засновано само на природној религији, или веровање у верске истине које су људи открили кроз процес разумевања, независно од било каквог откровења у Светом писму или од пророка . Изабрани су због утицаја на деизам или због њихове славе у другим областима.
- Жан ле Рон Д'Аламбер (1717–1783), француски математичар, механичар, физичар, филозоф и теоретичар музике. Такође је био коуредник са Денисом Дидроом на Енциклопедији.[1]
- Итан Ален (1738–1789), рани амерички револуционар и герилски вођа.[2]
- Анаксагора (500–428. п. н. е ), грчки филозоф предсократовског доба.[3]
- Аристотел (384–322. п. н. е.), грчки филозоф и полихистор, Платонов ученик и учитељ Александра Великог.[4][5][6]